# Alexander De Croo
Alexander De Croo (Vilvoorde, 3 novembre 1975) è un politico e imprenditore belga, primo ministro del Belgio dal 1º ottobre 2020 al 3 febbraio 2025.
De Croo iniziò la sua carriera politica all'interno dei Liberali e Democratici Fiamminghi Aperti (Open VLD), di cui è stato presidente dal 2009 al 2012. Dal 2012 fino al 2020, ha fatto parte dei governi presieduti da Elio Di Rupo, Charles Michel e Sophie Wilmès come vice primo ministro del Belgio.
Durante il suo mandato come vice primo ministro, ha ricoperto l'incarico di ministro delle pensioni dal 2012 al 2014, ministro della cooperazione allo sviluppo dal 2014 al 2020 e ministro delle finanze dal 2018 al 2020. Il 1º ottobre 2020, a più di un anno dalle elezioni federali del 2019, venne formato il governo De Croo, in sostituzione del governo Wilmès.
Dopo le elezioni federali belghe del 2024, De Croo e il suo partito hanno subito una grande sconfitta elettorale. De Croo ha annunciato le sue dimissioni il 9 giugno 2024, rimanendo nel frattempo primo ministro ad interim fino alla formazione di una nuova coalizione.

## Biografia

### Gioventù
Alexander De Croo è figlio dell'ex ministro belga, presidente di partito e presidente della Camera dei rappresentanti Herman De Croo. Si è laureato nel 1998 come ingegnere commerciale presso la Vrije Universiteit Brussel (in collaborazione con la Solvay Business School). Ha un Master of Business Administration (MBA) presso la Northwestern University in Illinois, Stati Uniti d'America. Ha lavorato tra il 1999 e il 2006 per la società di consulenza The Boston Consulting Group. Successivamente ha lavorato alla Darts-ip, una società che fornisce consulenza in termini di proprietà.

### Elezioni europee del 2009
Nel 2009 ha preso parte per la prima volta alla politica candidandosi alle elezioni europee, ottenendo 47 779 voti di preferenza e classificandosi decimo nella lista del partito. Durante le elezioni per il Senato nel 2010, ha ottenuto 301 917 voti di preferenza, il terzo nella circoscrizione di lingua neerlandese.

### Presidente dei Liberali e Democratici Fiamminghi Aperti
Il 26 ottobre 2009 è diventato un candidato alla presidenza dell'Open VLD succedendo al presidente provvisorio Guy Verhofstadt. Ha scelto Vincent Van Quickenborne e Patricia Ceysens come compagni di corsa ed ha corso contro Marino Keulen e Gwendolyn Rutten. Il 12 dicembre 2009 è stato eletto presidente con 11 676 voti nel secondo scrutinio. Marino Keulen si è fermato a 9614 voti. La sua elezione è stato notevole, perché non aveva mai esercitato una carica politica, nemmeno nel consiglio. Nel 2010 ha condotto nell'Open VLD un "cambiamento coraggioso", un rinnovamento dalla metà del giugno 2010, che ha determinato un futuro Congresso.
A seguito di una serie speciale sulla monarchia belga, sui giornali De Standaard e La Libre Belgique a fine marzo 2010 Alexander De Croo ha supplicato per un protocollo reale sul modello svedese. Il 22 aprile 2010 De Croo ha stabilito che il suo partito rimanesse fuori dal governo Leterme II, perché non v'era alcuna proposta per risolvere la questione relativa al distretto elettorale dichiarato incostituzionale di Bruxelles-Halle-Vilvoorde. Poi il Primo ministro Yves Leterme ha proposto le dimissioni del governo a Re Alberto II. Il re ha accettato le dimissioni e ha condotto a nuove elezioni federali nel giugno 2010. De Croo è stato il leader della lista per il Senato.
Alle elezioni federali del 13 giugno 2010 De Croo ha raggiunto come leader della lista Senato dell'Open VLD 301 917 voti di preferenza, il terzo miglior punteggio nelle Fiandre, dopo Bart De Wever e Marianne Thyssen. Egli ha prestato giuramento come senatore. Nelle elezioni federali del 25 maggio 2014, è stato a capo della lista Open VLD per la Camera dei rappresentanti nel collegio delle Fiandre orientali. Ha guadagnato 78 073 voti di preferenza, il miglior punteggio nella prima circoscrizione delle Fiandre orientali, e ha prestato giuramento. Nel 2011 è stato il negoziatore per l'Open VLD alla conclusione dell'accordo politico sulla sesta riforma dello Stato.

### Presidente di partito uscente
Nelle elezioni comunali del 2012 De Croo è candidato nella lista Open VLD di Brakel, come candidato sindaco per il partito. Anche se ha ottenuto un buon risultato, l'Open VLD ha subito pesanti perdite quasi ovunque nelle Fiandre. Attraverso il suo buon punteggio è stato all'inizio del 2013 sindaco di Brakel. Tuttavia, egli è vice primo ministro e solo sindaco titolare, perché è succeduto a Vincent Van Quickenborne - sindaco di Kortrijk - come vice primo ministro e ministro delle pensioni nel governo Di Rupo, come presidente del partito De Croo ha sostituito Guy Verhofstadt ed è stato succeduto da Gwendolyn Rutten, diventata la nuova presidente ufficiale, nel mese di dicembre 2012.. Stefaan Devleeschouwer è divenuto sindaco di Brakel.

### Vice primo ministro e ministro federale delle pensioni e delle finanze
Come vice primo ministro Alexander De Croo è stato immediatamente negoziatore del bilancio del 2013. Dopo più di un mese di trattative il 20 novembre 2012 ha raggiunto il nucleo del governo federale con un accordo sul consolidamento delle finanze pubbliche. In parallelo il Primo ministro federale ha raggiunto un accordo per ridurre lo svantaggio del costo del lavoro in Belgio entro il 2016.
Dopo la riorganizzazione del governo Michel II il 9 dicembre 2018, dopo che la N-VA ha lasciato il governo, rimane Vice Primo ministro e diventa ministro delle finanze succedendo a Johan Van Overtveldt. I suoi altri incarichi di ministro sono stati rilevati dal collega di partito Philippe De Backer.

### Forum economico mondiale
Nel 2013, De Croo è stato nominato Vice Presidente del Consiglio Globale per l'Agenda del Forum Economico Mondiale sull'invecchiamento. L'obiettivo del Consiglio è assicurare che le sfide di una popolazione globale di invecchiamento siano comprese e affrontate.

### Primo ministro federale
Dopo quasi un anno di governo presieduto da Sophie Wilmès, il 1º ottobre 2020 è diventato Primo ministro federale del Belgio.
Il 9 giugno 2024, in seguito ai risultati delle elezioni federali, ha annunciato le proprie dimissioni da primo ministro. È rimasto in carica ad interim fino al 3 febbraio 2025, quando ha passato ufficialmente l’incarico a Bart De Wever, leader della N-VA.

## Vita privata
Alexander De Croo è sposato con Annik Penders e hanno due figli. È un appassionato equestre e partecipa ogni anno a un evento formale insieme a suo padre; nel 2010 si è rotto un piede e un gomito quando è caduto da cavallo. Parla fluentemente olandese e inglese, oltre che francese.